# Marion (Michigan)
Pour les articles homonymes, voir Marion.
Marion est un village du comté d'Osceola, dans l'État du Michigan, aux États-Unis. En 2020, il comptait une population de 789 habitants.